# Lagonosticta landanae
L'amaranto di Landanne o amaranto beccochiaro (Lagonosticta landanae Sharpe, 1890) è un uccello passeriforme della famiglia degli Estrildidi.

## Descrizione

### Dimensioni
Misura fino a 12 cm di lunghezza, per un peso di 9-11,5 grammi.

### Aspetto
Si tratta di uccelli robusti e slanciati, con un forte e appuntito becco di forma conica.

La livrea è di colore rosso scuro su faccia, petto, ventre, fianchi e codione, con una leggera punteggiatura bianca a livello dell'attaccatura dell'ala e della coda; quest'ultima è nera, così come il sottocoda, mentre nuca, dorso e ali sono di colore bruno-olivaceo. L'amaranto beccochiaro, nel complesso, appare molto simile al congenere e affine amaranto beccoblu, dal quale differisce (come del resto risulta intuibile dal nome comune della specie) per la colorazione del becco, che in questa specie appare grigio-bluastro superiormente, con parte centrale più chiara, e rosso-violaceo inferiormente, con punta più scura. Gli occhi sono di colore bruno scuro con cerchio perioculare rosato, le zampe sono di colore carnicino.

Le femmine presentano colorazione rossa limitata al codione e alla zona facciale e pettorale (in particolare la fronte, mentre su faccia, petto e fianchi sono presenti perlopiù sfumature rossicce), col rosso ventrale che generalmente sfuma in un bruno-grigiastro e la punteggiatura bianca sui fianchi molto ridotta.

## Biologia
Si tratta di uccelli diurni, che vivono in coppie o gruppetti di 4-6 esemplari, a volte in associazione con l'amaranto di Jameson, passando la maggior parte della giornata al suolo o fra l'erba alta alla ricerca di cibo, pronti a rifugiarsi nel folto della vegetazione al minimo cenno di pericolo.

### Alimentazione
L'amaranto beccochiaro è un uccello essenzialmente granivoro, che si nutre perlopiù di piccoli semi e granaglie, integrando inoltre la propria dieta con germogli, frutta, bacche e piccoli insetti volanti.

### Riproduzione
Si tratta di uccelli ancora poco studiati, dei quali si ignora il comportamento riproduttivo: si ha motivo di pensare, tuttavia, che esso non differisca significativamente per modalità e tempistica da quello di altre specie congeneri e degli estrildidi in generale.

## Distribuzione e habitat
L'amaranto di Landanne è diffuso in un'area piuttosto circoscritta, che comprende la porzione nord-occidentale dell'Angola ed il Congo occidentale.
L'habitat di questi uccelli è rappresentato dalla savana con presenza di boscaglia cespugliosa o alberata.